# 전개 (바둑)
전개는 포석 단계에서, 귀나 변의 기착점으로부터 일정한 간격으로 벌려 나아가 모양과 세력을 펼치고 진영을 구축하는 것이다.